# FC.AWJ
FC.AWJ（エフシー.エーダブリュージェイ、FC.アワジ）は、兵庫県洲本市を中心とした淡路島全域を本拠地とするJリーグ加盟を目指すクラブである。

## 歴史
2018年春、「7年でJリーグ（への昇格）」を目標に「1年でも上部リーグへ昇格できなければ撤退・解散」と宣言して、「FC淡路島」の名でクラブを創設。同年、兵庫県下の「都市リーグ」（兵庫県社会人サッカーリーグ2部の下に位置する、県内の地域別リーグ）のひとつである淡路社会人サッカーリーグ（兵庫県3部相当）に参加した。
なお、形式上はチームの新規登録ではなく、休眠状態にあった淡路島内の某チームを「FC淡路島」に改称してその運営に参画する体裁を取った。これは兵庫県社会人サッカー連盟の規約上、都市リーグの上位チームによって兵庫県リーグ2部昇格を争う「県下社会人都市リーグ決勝大会」にはリーグ参加初年度での出場が出来ない（すなわち、成績にかかわらず都市リーグには最低2年間在籍する必要がある）ことから、初年度での昇格を目的に取った手法であった。この年は淡路リーグを全勝優勝、目論見通りに事実上は参入初年度ながら都市リーグ決勝大会への出場が認められ同大会も優勝、翌年からの兵庫県リーグ2部昇格を決めた。しかし、これらの経緯からクラブの「所有」と「運営」の線引きが曖昧になっていたことが、後の騒動を招く一因となる。
2019年、兵庫県リーグ2部では残り2試合の時点で優勝・1部昇格を決めた。また、同年の第26回全国クラブチームサッカー選手権大会の関西大会で優勝し、全国大会に初出場。決勝でFC古河を破って優勝した。この年にはクラブの運営主体を法人化、「株式会社FC淡路島」が設立された。
2020年、洲本市と連携協定を結ぶ。兵庫県リーグ1部で優勝を飾ると、関西府県サッカーリーグ決勝大会では予選リーグを突破、さらに昇格決定戦で京都府警に勝利し、関西サッカーリーグ2部昇格を果たす。
2021年は関西リーグ2部優勝こそ逃したが、2位で1部昇格。しかしその矢先に組織内部での意見対立が表面化。後述のように事実上クラブは分裂状態となった。
「FC.AWJ」として活動を始めた2022年は分裂騒動もあり選手の流出が相次ぎ、関西リーグ1部では1勝も出来ずに2部降格。設立当初の「1年でも上部リーグへ昇格できなければ撤退・解散」という宣言に則ればここでチームは解散となるべきところだが、分裂によって設立時の“公約”は分裂前の「FC淡路島」のものとして扱われており、FC.AWJは2022年シーズン終了以降も活動が続けられている。ちなみに、後述のように流出した選手の主な移籍先となったFC EASY02 明石は関西リーグ2部で圧倒的な強さを見せ、降格したFC.AWJと入れ替わるかたちで1部昇格を決めている（あわせて運営体制の変化もあり、チーム名を「FC BASARA HYOGO」に変更している）。
2023年は関西リーグ2部で優勝し、1年で1部復帰を果たす。これにより2024年は、過去の分裂騒動における事実上の相手方であるFC BASARA HYOGO（旧：FC EASY02 明石）と同一カテゴリで対戦することになった。
2024年は降格圏内の7位に終わったが、飛鳥FCのJFL昇格に伴い関西リーグ1部残留。

### 2022年の騒動
- 2月27日
  - （2021年までの「FC淡路島」が名称変更した）「FC.AWJ」が公式サイトで土井良太ら10選手の契約満了を発表した[9]。ところが、土井は自身のTwitterでまだ契約の話を何もされてないとツイート[10]。このツイートに、土井と同じく契約満了となった選手も同調した[11]。
- 3月3日
  - FC.AWJが3月3日に「当クラブ元所属選手の契約満了経緯に関する SNS 上の情報についてのお詫びとご説明」として、経緯を説明[12]。
    - 2021年12月頃、クラブの発足に関わった一人より、クラブを淡路島外の第三者に譲渡する話が持ち上がり、クラブの代表者側は来シーズン以降の運営の在り方を議論した結果「淡路島の皆様と、淡路島に根差したクラブとして活動する」となり、これを契機にクラブの発足に関わった一部関係者に退陣してもらい、クラブ名も「FC.AWJ」に改めた。
    - また、この経緯を踏まえて、2022年1月に契約満了となった選手に契約更新の意向確認を行ったが、クラブが定めた回答期限にまで回答がなかった選手がおり、それゆえ彼らを来シーズンのクラブ編成に含むことができず、退団したものとしてクラブ編成を行ってきた。なお、回答のなかった元選手の一部は、兵庫県サッカー協会及び兵庫県社会人サッカー連盟が主催する試合（教育リーグ）にて、FC.AWJと同じく関西サッカーリーグに所属するFC EASY 02明石の選手としてエントリーし、かつその選手として試合に出場していたことが公式記録で確認された[12][13][14]。

- 3月5日
  - （2021年までのFC淡路島を「運営」していたとする）「株式会社FC淡路島」代表取締役社長・S氏（以下S）が、今後「株式会社FC淡路島はFC.AWJとは無関係」である旨を発表[8]。
    - 2021年に関西サッカーリーグ1部昇格を決め、そこで戦い抜く為には大幅に強化が必要と判断したSは、資金確保を目的とした経営改革を準備していたが、内部から反対者がいた。しかしSは反対意見がある中でも、M&Aによるクラブの株式売却と、そこで確保した資金による選手補強で関西1部の優勝を目指した。
    - しかし、クラブの所有者が「株式会社FC淡路島」の代表たるSではなく、休眠状態にあったチームの所有者のままであったことが判明。今まで当該所有者に毎年のチーム・選手登録をお願いしていたものを今後は代表が登録を行うと決めたが、そこでクラブの所有者に与えられるアカウントIDとパスワードがない事に気づく。アカウント情報の移転を要求するも拒否され、チーム登録も選手登録も行えない状況になった。Sはチームのオーナーであることを主張すると、相手側は「株式会社FC淡路島」はお金を払う担当、つまりスポンサーであると主張し、弁護士を通して話し合いを重ねたが2022年シーズンに間に合わず、M&Aも破談、決まるはずの選手との契約も破談となり、Sも実質クラブを離れることになった。今後、Sはクラブの所有権を取り戻すために裁判を起こす予定。
    - 対抗策として、「株式会社FC淡路島」はFC EASY 02明石にアプローチ。協議の結果、2022年シーズンより同チームは株式会社FC淡路島との共同運営となり、この新チームには土井とSが所属[15]する。また、昨年までのFC淡路島所属選手も複数合流する。
    - 2023年からは両チームが合併する。
    - Sの保有する「株式会社FC淡路島」の全ての株の譲渡先を3月末に発表する。

- 3月24日
  - 株式会社FC淡路島が、3月下旬に発表するとしていた今後の方針発表を延期すると発表。理由は「株式会社FC淡路島の譲渡先とEASY明石の審議を進めている最中の為」としているが、この後ホームページの更新は後述のように12月まで行われなかった。

- 4月9日
  - 2022年の関西サッカーリーグが開幕。なお、開幕に合わせて公開・販売された同リーグの公式プログラムにて確認したところ、FC EASY02 明石の登録選手一覧には、昨年までのFC淡路島所属選手の名前が土井も含めて複数確認できたものの、Sの名前はなかった。

- 12月3日
  - 株式会社FC淡路島が、FC EASY02 明石との合併が白紙になったことを発表。またSも、自身のサッカークラブ運営への関与と選手活動を一旦終了させるとしている[16]。

## 戦績
| 年度 | 所属       | 順位 | 勝点 | 試合 | 勝 | 分 | 敗 | 得点 | 失点 | 差  | 天皇杯           | チー厶名 |
| 2018 | 淡路       | 優勝 | 30   | 10   | 10 | 0  | 0  | 88   | 8    | 80  | 不参加           | FC淡路島 |
| 2019 | 兵庫県II部 | 優勝 | 54   | 18   | 18 | 0  | 0  | 67   | 9    | 58  | 県社会人予選敗退 | FC淡路島 |
| 2020 | 兵庫県I部  | 優勝 | 19   | 7    | 6  | 1  | 0  | 21   | 2    | 19  | 不参加           | FC淡路島 |
| 2021 | 関西2部    | 2位  | 37   | 16   | 12 | 1  | 3  | 44   | 12   | 32  | 県予選敗退       | FC淡路島 |
| 2022 | 関西1部    | 8位  | 1    | 14   | 0  | 1  | 13 | 5    | 33   | -28 | 県予選敗退       | FC.AWJ   |
| 2023 | 関西2部    | 優勝 | 29   | 14   | 9  | 2  | 3  | 26   | 18   | 8   | 県予選敗退       | FC.AWJ   |
| 2024 | 関西1部    | 7位  | 14   | 14   | 3  | 5  | 6  | 16   | 23   | -7  | 県予選敗退       | FC.AWJ   |
| 2025 | 関西1部    |      |      | 14   |    |    |    |      |      |     |                  | FC.AWJ   |

## タイトル

### リーグ戦
- 関西サッカーリーグ2部
  - 2023年
- 兵庫県社会人サッカーリーグI部
  - 2020年
- 兵庫県社会人サッカーリーグII部
  - 2019年

### カップ戦
- 全国クラブチームサッカー選手権大会
  - 2019年
- 関西府県サッカーリーグ決勝大会
  - 2020年 (新型コロナウイルスの影響による特例として、この年は決勝戦を行わず決勝ラウンド進出4チームを2つに分けそれぞれ昇格決定戦を行い、勝者2チームが昇格)

## 所属選手・スタッフ
2024年

### スタッフ
| 役職         | 氏名     | 前職                                                                     | 備考 |
| 監督         | 吉田真史 | FC淡路島 選手                                                            |      |
| コーチ       | 林昇吾   | F.C. Kirinoha Tokyo 選手 FC.AWJ アカデミー担当スタッフ                   | 新任 |
| トレーナー   | 中島照英 | NTTドコモレッドハリケーンズ大阪AT部門 (インターン)                       |      |
| トレーナー   | 前田侑也 | FC.AWJ フィールドマネージャー                                            |      |
| トレーナー   | 山口将史 | ベルガロッソいわみ 外部フィジカルコーチ FC.AWJ フィジカルアドバイザー    | 新任 |
| マネージャー | 井上和也 | FC淡路島 スタッフ                                                        |      |
| マネージャー | 加藤匠   | FC琉球 マネージャー                                                      | 新任 |
| 運営担当     | 高田治   | GOSHIKI FC ジュニアコーチ                                                |      |
| 代表         | 片山純平 | FC.AWJ GM                                                                |      |
| 副代表       | 三上昴   | FC.AWJ COO 最高執行責任者                                                |      |
| スタッフ     | 高山晶帆 | 国際武道大学サッカー部マネージャー・主務 FC.AWJ ホームタウン担当スタッフ | 新任 |
| スタッフ     | 野原輝人 | 洲本市地域おこし協力隊 FC.AWJ ホームタウン担当スタッフ                   | 新任 |

### 選手
| Pos | No. | 選手名     | 前所属                                     | 備考       |
| GK  | 23  | 岩脇力哉   | 鈴鹿ポイントゲッターズ                     | キャプテン |
| GK  | 71  | 宇野龍太   | エスペランサSC                             | 新加入     |
|     |     |            |                                            |            |
| DF  | 2   | 小川雄世   | FC岐阜SECOND                               |            |
| DF  | 7   | 齋藤翼     | 流通科学大学                               |            |
| DF  | 19  | 宮村緯     | HOKOKU FC                                  |            |
| DF  | 20  | 倉田流宇   | びわこ成蹊スポーツ大学                     | 新加入     |
| DF  | 22  | 太田潤     | 関西学院大学                               |            |
| DF  | 25  | 川﨑章弘   | 東京23FC                                   | 新加入     |
|     |     |            |                                            |            |
| MF  | 6   | 佐藤凌     | びわこ成蹊スポーツ大学                     |            |
| MF  | 8   | 馬場渓     | FC.ISE-SHIMA                               |            |
| MF  | 9   | 長澤皓祐   | 東京武蔵野ユナイテッドFC                   | 新加入     |
| MF  | 14  | 松近嘉莉歩 | 天理大学                                   |            |
| MF  | 15  | 古賀楓真   | 関西大学                                   | 新加入     |
| MF  | 17  | 山本和弥   | フォルテFC                                 |            |
| MF  | 21  | 市口丈     | NKメジムレツ・ドゥニコベツ・プレテティネツ |            |
| MF  | 24  | 岡田大介   | 高知ユナイテッドSC                         |            |
| MF  | 26  | 田中公大   | Vencedor Mie United Club                   |            |
| MF  | 27  | 佐藤翼丞   | 国際武道大学                               | 新加入     |
| MF  | 42  | 宮本耀飛   | 津名高校                                   | 新加入     |
| MF  | 44  | 馬場悠     | アルテリーヴォ和歌山                       | 新加入     |
| MF  | 77  | 清永丈瑠   | ノースコート・シティFC                     | 新加入     |
|     |     |            |                                            |            |
| FW  | 11  | 鳥飼椋平   | カマタマーレ讃岐                           | 新加入     |
| FW  | 13  | 佐藤政徳   | ベルガロッソ浜田                           |            |
| FW  | 16  | 中村榛     | 近畿大学                                   | 新加入     |
| FW  | 18  | 和田凌     | 香港流浪足球会                             | 新加入     |
| FW  | 99  | 難波尚也   | 阪南大学                                   | 新加入     |

## ユニフォーム

### クラブカラー
- 橙、  黒

### ユニフォームスポンサー
| 掲出箇所   | スポンサー名 | 表記 | 掲出年 | 備考 |
| 胸         | なし         | -    | -      |      |
| 鎖骨       | なし         | -    | -      |      |
| 背中上部   | なし         | -    | -      |      |
| 背中下部   | なし         | -    | -      |      |
| 袖         | なし         | -    | -      |      |
| パンツ前面 | なし         | -    | -      |      |
| パンツ背面 | なし         | -    | -      |      |

### ユニフォームサプライヤー
- 2022年 - 2023年：WARRIX
- 2024年 - 現在：不明